# Saint-Georges-de-Lévéjac
Saint-Georges-de-Lévéjac is een plaats en voormalige gemeente in het Franse departement Lozère (regio Occitanie) en telt 243 inwoners (1999). De plaats maakt deel uit van het arrondissement Florac.

## Geschiedenis
Saint-Georges-de-Lévéjac is op 1 januari 2017 gefuseerd met de gemeenten Le Massegros, Le Recoux, Saint-Rome-de-Dolan en Les Vignes tot de gemeente Massegros Causses Gorges. 

## Geografie
De oppervlakte van Saint-Georges-de-Lévéjac bedraagt 60,3 km², de bevolkingsdichtheid is 4,0 inwoners per km².
De onderstaande kaart toont de ligging van Saint-Georges-de-Lévéjac met de belangrijkste infrastructuur en aangrenzende gemeenten.

## Demografie
Onderstaande figuur toont het verloop van het inwonertal.

## Bezienswaardigheden
- Gorges du Tarn